# Matija Špičić
Matija Špičić (ur. 24 lutego 1988 w Zagrzebiu) – chorwacki piłkarz, występujący na pozycji obrońcy w chorwackim klubie NK Varaždin.

## Kariera klubowa
Wychowanek klubów Hrvatski Dragovoljac Zagrzeb i NK Zagrzeb. W 2006 rozpoczął karierę w podstawowym składzie NK Zagrzeb. W marcu 2011 podpisał kontrakt z ukraińskim zespołem Tawrija Symferopol, ale już w sierpniu za obopólną zgodą kontrakt został anulowany. Następnie jako wolny zawodnik dołączył do chorwackiej Istry 1961. W przerwie zimowej sezonu 2011/2012, pod koniec roku 2011, trafił, razem z Mario Brkljačem, do rosyjskiego klubu Sibir Nowosybirsk. W sezonie 2013/14 stracił miejsce w pierwszej jedenastce Sibiru, a 24 czerwca 2013 roku jego umowa z klubem została rozwiązana za porozumieniem stron. Tego samego dnia związał się z nowym klubem, azerskim İnterem Baku. We wrześniu 2015 został zawodnikiem NK Osijek. W czerwcu 2016 przeszedł do gruzińskiego Dinama Tbilisi, a w listopadzie 2016 odszedł z tego klubu. W lutym 2017 podpisał półroczny kontrakt z Wisłą Kraków. Jeszcze w trakcie jego obowiązywania, Biała Gwiazda zaproponowała mu nowy, dłuższy kontrakt, jednakże Špičić nie zdecydował się na jego podpisanie. Po wypełnieniu kontraktu stał się wolnym zawodnikiem. Po kilku miesiącach poszukiwań, znalazł nowy klub, którym była drugoligowa drużyna HNK Gorica. Z drużyną z Velikej Goricy udało mu się wywalczyć awans do 1. HNL. W styczniu 2020 przeniósł się do NK Varaždin.

## Kariera reprezentacyjna
Młodzieżowy reprezentant Chorwacji w kadrach od U-16 do U-20. We wszystkich występach w młodzieżowych kadrach udało mu się łącznie wystąpić w 33 spotkaniach podczas których zdobył 11 bramek.